# Phú Xuân, Thọ Xuân
Phú Xuân là một xã thuộc huyện Thọ Xuân, tỉnh Thanh Hóa, Việt Nam.

## Địa lý
Xã Phú Xuân nằm ở phía đông huyện Thọ Xuân, có vị trí địa lý:
- Phía đông giáp xã Xuân Lai
- Phía tây giáp các xã Xuân Hòa, Xuân Tín và Xuân Trường
- Phía nam giáp thị trấn Thọ Xuân
- Phía bắc giáp xã Xuân Lập.

Xã Phú Xuân có diện tích 7,44 km², dân số năm 2018 là 8.075 người, mật độ dân số đạt 1.085 người/km².

## Hành chính
Xã Phú Xuân được chia thành 11 thôn: 1, 2, 3, 4, 5, 10, Đông Thành, Hạnh Phúc, Phú Cường, Thọ Phú, Thống Nhất.

## Lịch sử
Dưới thời nhà Nguyễn, địa bàn xã Phú Xuân hiện nay tương ứng với xã Yên Lãng thuộc tổng Phú Hà, huyện Thụy Nguyên. Sau Cách mạng Tháng Tám, xã Yên Lãng đổi thành xã Phú Yên thuộc huyện Thọ Xuân. Năm 1953, xã Phú Yên chia thành hai xã Phú Yên và Xuân Yên.
Đến năm 2018, xã Xuân Yên có diện tích 3,14 km², dân số là 3.594 người, mật độ dân số đạt 1.145 người/km². Xã Phú Yên có diện tích 4,30 km², dân số là 4.481 người, mật độ dân số đạt 1.042 người/km².
Ngày 16 tháng 10 năm 2019, Ủy ban Thường vụ Quốc hội ban hành Nghị quyết số 786/NQ-UBTVQH14 về việc sắp xếp các đơn vị hành chính cấp xã thuộc tỉnh Thanh Hóa (nghị quyết có hiệu lực từ ngày 1 tháng 12 năm 2019). Theo đó, sáp nhập toàn bộ diện tích và dân số của hai xã Phú Yên và Xuân Yên thành xã Phú Xuân.